# Mika
Mika ist ein geschlechtsneutraler Vorname und Familienname.

## Herkunft und Bedeutung

### Skandinavischer Name
→ Hauptartikel: Michael bzw. Micha
Beim Namen Mika handelt es sich um eine Kurzform von Mikael oder um eine Variante des Namens Micha. Als weiblicher Name bezieht er sich dann auf die Variante Mikaela bzw. Michaela.

### Japanischer Name
美香 mika oder 美加 mika ist ein Frauenname, der sich aus den Elementen 美 mi „wunderschön“ und 香 ka „Duft“, „Parfum“ bzw. 加 ka „Steigerung“ zusammensetzt. Auch andere Kanji-Schreibweisen und damit Bedeutungen sind möglich.

### Westslawischer und Ungarischer Familienname
→ Hauptartikel: Nikolaus
Polnisch, Slowakisch und Ungarisch; Tschechisch (hauptsächlich Míka): von einer Koseform eines lokalen Äquivalents zum Personennamen Nikolaus: Polnisch Mikołaj, Tschechisch und Slowakisch Mikuláš Ungarisch Miklós.

## Verbreitung

### International
Der Name Mika ist in Finnland sehr beliebt. Dabei wird er fast ausschließlich als Männername vergeben. Auch in Schweden erfreut sich der Name großer Popularität. Hier tragen ihn jedoch auch viele Frauen, obwohl die Nutzung als männlicher Name überwiegt. In Dänemark und Norwegen wird der Name seltener gewählt.
In den Niederlanden zählte Mika in den 2000er Jahren noch zu den 100 beliebtesten Jungennamen. Heute wird er seltener vergeben.
Auch in Serbien und Kroatien wird der Name gelegentlich als Männername, in Slowenien als Frauenname vergeben.
In Japan ist Mika als Frauenname weit verbreitet.
Auch in Israel ist Mika (hebräisch מִיקָה mîkâ) als Frauenname geläufig. Er hat sich unter den 100 beliebtesten Mädchennamen etabliert und belegte im Jahr 2019 Rang 62 in der Hitliste.

### Deutschland
Vor der Jahrtausendwende wurde der Name Mika in Deutschland ausgesprochen selten vergeben. Der Name gewann rasch an Beliebtheit. Bereits im Jahr 2003 erreichte er das Mittelfeld der Top 100. Nach einem kurzen Rückgang der Popularität etablierte Mika sich in den 40er-Rängen der Vornamensstatistiken. Im Jahr 2021 belegte Mika Rang 43 der Hitlisten. Hierzulande wird der Name fast ausschließlich an Jungen vergeben.

## Varianten
- Finnisch: Miika, Miikka

Für weitere Varianten: siehe Michael #Varianten bzw. Micha #Varianten

## Bekannte Namensträger

### Künstlername
- Mika (Rapper) (Mikael Bajrami; * 1997), deutscher Rapper und YouTuber
- Mika (Musiker) (Michael Holbrook Penniman, Jr.; * 1983), libanesisch-britischer Sänger, Komponist und Produzent
- Mika Domingues (Michael Simões Domingues; * 1991), portugiesischer Fußballspieler

### Männlicher Vorname
- Mika Aaltonen (* 1965), finnischer Fußballspieler
- Mika Ahola (1974–2012), finnischer Endurosportler
- Mika Häkkinen (* 1968), finnischer Automobilrennfahrer
- Mika Halvari (* 1970), finnischer Leichtathlet
- Mika Immonen (* 1972), finnischer Poolbillardspieler
- Mika Jukkara (* 1963), finnischer Skispringer und Sportfunktionär
- Mika Kallio (* 1982), finnischer Motorradrennfahrer
- Mika Kaurismäki (* 1955), finnischer Filmregisseur
- Mika Kohonen (* 1977), finnischer Unihockeyspieler
- Mika Kojonkoski (* 1963), finnischer Skispringer
- Mika Laitinen (* 1973), finnischer Skispringer
- Mika Launis (* 1949), finnischer Illustrator und Grafiker
- Mika Lehtimäki, finnischer Poolbillardspieler
- Mika Mäki (* 1988), finnischer Rennfahrer
- Mika Metz (1967–2017), deutscher Schauspieler
- Mika Myllylä (1969–2011), finnischer Skilangläufer
- Mika Mylläri (* 1966), finnischer Jazztrompeter
- Mika Noronen (* 1979), finnischer Eishockeytorhüter
- Mika Nurmela (* 1971), finnischer Fußballspieler
- Mika Ojala (* 1988), finnischer Fußballspieler
- Mika Pérez (* 1999), spanischer Motorradrennfahrer
- Mika Poutala (* 1983), finnischer Eisschnellläufer
- Mika Salo (* 1966), finnischer Autorennfahrer
- Mika Strömberg (* 1970), finnischer Eishockeyspieler
- Mika Väyrynen (Musiker)  (* 1967), finnischer Musiker
- Mika Väyrynen (Fußballspieler) (* 1981), finnischer Fußballspieler
- Mika Vainio (1963–2017), finnischer Musiker
- Mika Vermeulen (* 1999), österreichischer Skilangläufer
- Mika Waltari (1908–1979), finnischer Schriftsteller
- Mika Zibanejad (* 1993), schwedischer Eishockeyspieler

### Weiblicher Vorname
- Mika Anjō (* 1980), japanische Badmintonspielerin
- Mika Boorem (* 1987), US-amerikanische Schauspielerin
- Mika Brzezinski (* 1967), US-amerikanische Fernsehmoderatorin
- Mika Grbavica (* 2001), kroatische Volleyballspielerin
- Mika Hijii (* 1982), japanische Schauspielerin
- Mika Ikeda (* ~1950), japanische Badmintonspielerin
- Mika Nakashima (* 1983), japanische Sängerin, Model und Schauspielerin
- Mika Newton (* 1986), ukrainische Sängerin
- Mika Tan (auch Mika Okinawa) (* 1977), US-amerikanische Pornodarstellerin und Model
- Mika Rottenberg (* 1976), israelische Videokünstlerin
- Mika Vember (* 1979), österreichische Singer-Songwriterin und Multi-Instrumentalistin

### Familienname
- Arūnas Mika (* 1970), litauischer Fußballspieler
- Bascha Mika (* 1954), deutsche Journalistin
- Dennis Mika (* 1981), deutscher American-Football-Spieler
- Dylan Mika (1972–2018), neuseeländischer Rugby-Union-Spieler
- Franz Mika (1879–1960), österreichischer Komponist
- Georg Franz Mika (1673–1749), tschechisch-deutscher Maler
- Jarosław Mika (* 1962), polnischer General
- Maria Anna Mika, Geburtsname von Anna Stephanie (1751–1802), österreichische Schauspielerin
- Michée Mika (* 1996), Fußballspieler der Demokratischen Republik Kongo
- Mirlene Picin Mika (* 1980), brasilianische Biathletin
- Petr Míka (* 1979), tschechischer Eishockeyspieler
- Robert Mika (* 1960), deutsch-polnischer Schauspieler
- Rudi Mika (* 1955), deutscher Musiker, Songschreiber und Produzent
- Szymon Mika (* 1991), polnischer Jazzmusiker